# Yehuda Avner
Yehuda Avner (hebreiska: יהודה אבנר), född 30 december 1928 i Manchester, död 24 mars 2015 i Jerusalem, var en israelisk diplomat. Han var Israels ambassadör i Storbritannien 1983–1988 och Israels ambassadör i Australien 1992–1995.